# Lublin
Lublin ([ˈlublʲin] ⓘ, tiếng Ukraina: Люблін, Liublin, tiếng Yid: לובלין, tiếng Latinh: Lublinum) là thành phố lớn thứ 9 Ba Lan. Đây là thủ phủ của tỉnh Lublin với dân số thành phố là 350.392 người (tháng 6 năm 2009). Lublin cũng là thành phố lớn nhất của Ba Lan ở phía đông sông Vistula.
Một trong những sự kiện góp phần rất lớn cho sự phát triển của thành phố là Liên minh Krewo giữa Ba Lan và Litva vào năm 1385. Lublin phát triển như một trung tâm thương mại và thương mại do vị trí chiến lược trên tuyến đường giữa Vilnius và Kraków; Người dân cũng có đặc quyền thương mại tự do trong Công quốc của Lithuania. Sau một trận hỏa hoạn quét qua thành phố năm 1447, vua Casimir IV Jagiellon đình chỉ việc thu thuế và cho phép Lublin tổ chức thêm ba hội chợ bổ sung mỗi năm, hiện vẫn đang được tổ chức.